# Юрченко Іван Васильович
Іва́н Васи́льович Ю́рченко (* 1 січня 1988, Цюрупинськ) — український спортсмен — академічне веслування, кандидат у майстри спорту України.

## Короткий життєпис
У веслуванні з 2005 року, виступав за збірну Дніпропетровська.
Станом на літо 2013 — студент Дніпропетровського державного інституту фізичної культури і спорту.
На Універсіаді в Казані здобули срібло в академічному веслуванні — вісімка зі стерновим — Денис Чорний, Станіслав Чумраєв, Іван Юрченко, Василь Завгородній, Віталій Цуркан, Іван Футрик, Дмитро Міхай, Анатолій Радченко і Владислав Нікулін.
Його батько — Юрченко Василь Петрович — чотириразовий чемпіон світу та триразовий чемпіон СРСР у веслуванні.
Перший тренер — Бондаренко Юрій Іванович.
В подальшому тренують Шапошников Л. А., Шишканов А. Н., Цоцко А. П.

## Нагороди
- Орден Данила Галицького (25 липня 2013) — за досягнення високих спортивних результатів на XXVII Всесвітній літній Універсіаді в Казані, виявлені самовідданість та волю до перемоги, піднесення міжнародного авторитету України[2]